# 다카이다추오역
다카이다추오역(일본어: 高井田中央駅, たかいだちゅうおうえき 타카이다츄우오우에키[*])은 일본 오사카부 히가시오사카시에 위치한 서일본 여객철도의 역이다. 오사카히가시 선의 각 역별 고유 색상제에 따라 이 역의 고유 상징색은 빨간색이다.

## 역 구조
섬식 승강장으로 1면 2선의 고가역이며 최대 8량 편성까지 수용할 수 있다. 엘리베이터는 1기, 에스컬레이터는 상행용과 하행용이 각각 1기씩 (총 2기) 설치되어 있다. 오사카 시 교통국 지하철 주오 선 다카이다역이 바로 아래에 있어 다카이다추오 역의 출입구는 다카이다 역 2번 출구와 동일하다. 서일본 여객철도 교통 서비스의 위탁 영업역 중 하나이다.
일부 시간대 (오전 6시 30분 ~ 7시, 11시 30분 ~ 12시 30분, 오후 5시 30분 ~ 8시 30분, 10시 ~ 11시)에는 무인역이 된다. 그 때문에 개찰기, 발권기, 정산기 앞에는 인터폰이 있어 무인시간대에 하나텐역 상주 역무원과 연락하여 도움을 요청할 수 있다.

#### 승강장
| 1 | ■ 오사카히가시 선 | 하나텐 방면 |
| 2 | ■ 오사카히가시 선 | 규호지 방면 |

## 역사
- 2008년 3월 15일: 오사카히가시 선 하나텐 이남 구간 개통에 따라 개업.

## 인접정차역
| 서일본 여객철도 오사카히가시 선 | 서일본 여객철도 오사카히가시 선 | 서일본 여객철도 오사카히가시 선 |
| ------------------------------- | ------------------------------- | ------------------------------- |
| 하나텐 방면                     | ■ 오사카히가시 선 보통          | JR 가와치에이와 규호지 방면     |